# Hámori-tó
A Hámori-tó egy mesterségesen megnagyobbított tó Felsőhámor és Lillafüred határában, Miskolc közelében.
Az átlagos mélysége kilenc méter, vagyis nagyobb, mint a Balatoné.  A tónak eleinte nem is volt neve, csak Taj néven illették (a német Teich – tó szó után). A Vasárnapi Ujság 1861-ben megjelent cikkében Diósgyőri tónak nevezte, „mely Diósgyőr vidékének kétségtelenül egyik legregényesebb pontját képezi”. A helyiek közül kevesen használják a „feneketlen tó” elnevezést.

## Története
Az 1700-as években épült ómassai kohó az 1800-as évek körül már nem tudott tovább bővülni. Az „új kohó” helyéül Újmassát jelölték ki, ám itt nem volt meg a működéshez szükséges víz. Erre Hámor község felső végén levő Garadna- és Szinva-patakok összefolyása volt a legalkalmasabb, ahol már akkor is volt egy Fel-tó nevű tó, melynek vizét gyógyhatásúnak tartották. A tó közepén lévő bő vizű forrásnál az iszapmélység 25–30 méter. 
A mai tó létrehozása Fazola Frigyes nevéhez fűződik, aki a gátépítésben is részt vett, 1797-ben Selmecbányán szerzett jártasságot. A gát elkészítésének első felméréseket már 1799-ben elvégezték, majd 1809-ben került újra napirendre a téma. A tógát tervezési munkálatait Anton Seidl kamarai mérnök végezte. A gát dolomit alap fölé, sövényfonás közé döngölt agyagból készült. Mire 1813-ban az akkor még új kohót Újmassán üzembe helyezték, a duzzasztógát építésének nagy részét befejezték, a végső befejezést 1815-re teszik. 
1925–1929 között felépült a Lillafüredi Palotaszálló, emiatt a Szinvát elterelték elsősorban azért, hogy legyen hely a Palotaszállónak, és ne kelljen tartani az árvizektől. Ezzel a tereléssel a Szinva a tó kihagyásával a Lillafüredi-vízesésen át Felső-Hámorban találkozik a tó gátjából kijövő Garadnával. Ezért a vízutánpótlás lecsökkent.
1932–33-ban a gát agyagmagját cementbe rakott kővel újraburkolták, 1951-ben a tavat lecsapolták új fenékzúgók beépítése és gátjavítás miatt.

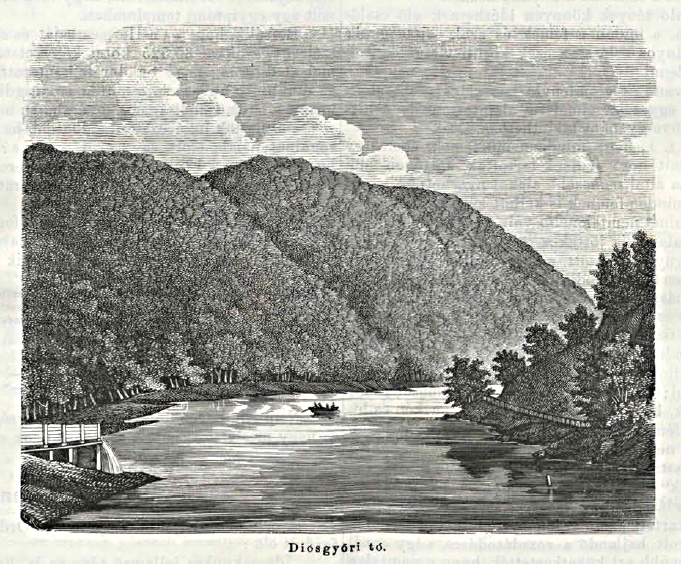
A Hámori-tó 1861-ben (Diósgyőri tó néven, a Vasárnapi Újság illusztrációja)
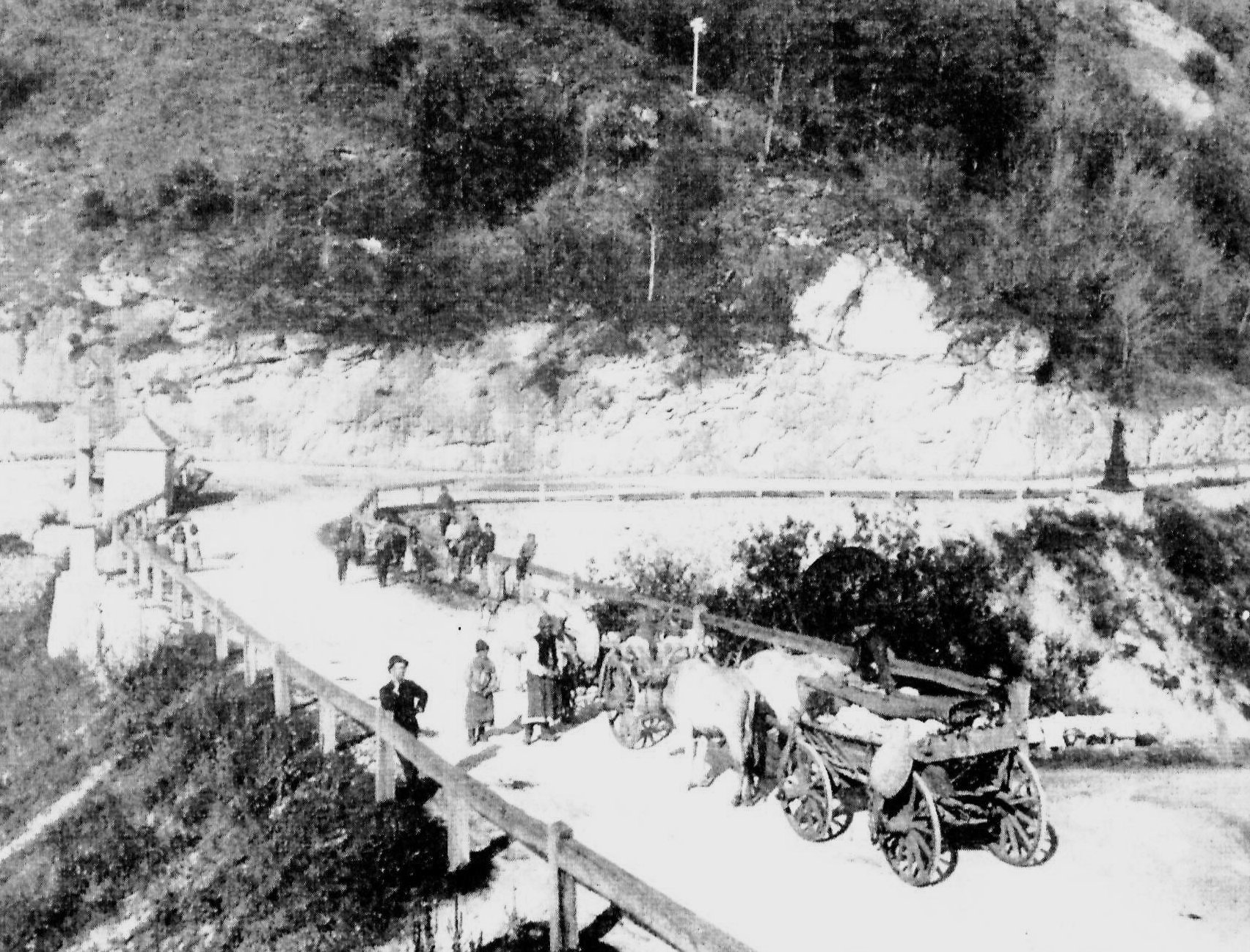
A Hámori-tó gátja 1890-ben
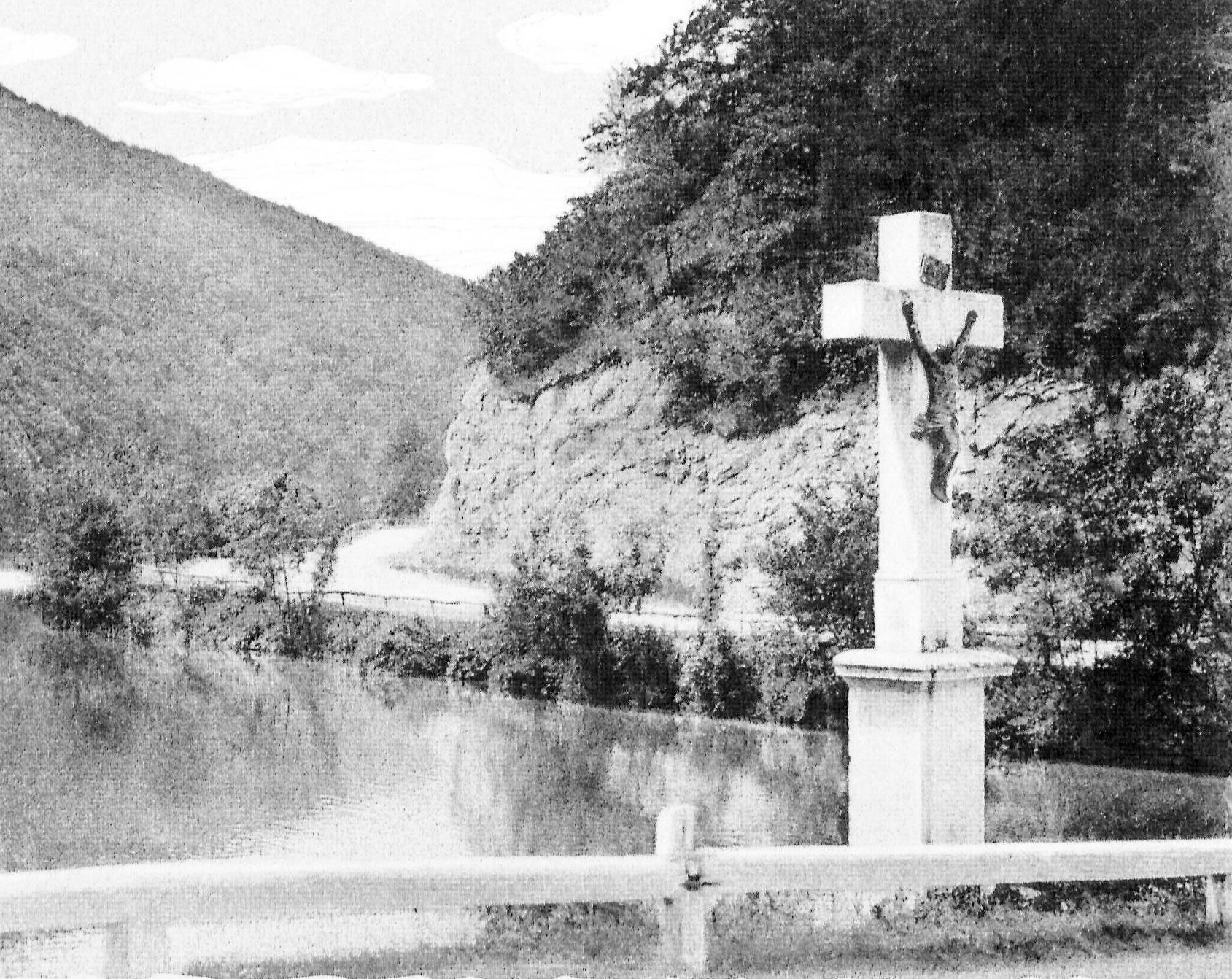
A fogadalmi kereszt a tógáton. Ma már áthelyezték a partra.
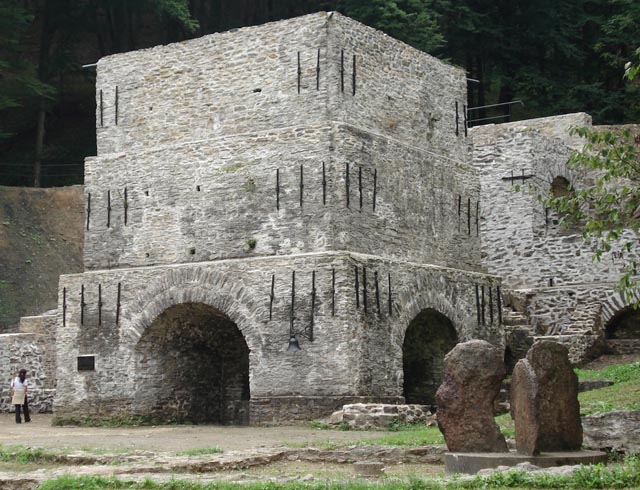
Az idén már 212 éves Újmassai őskohó. Nagyrészt emiatt hozták létre a tavat
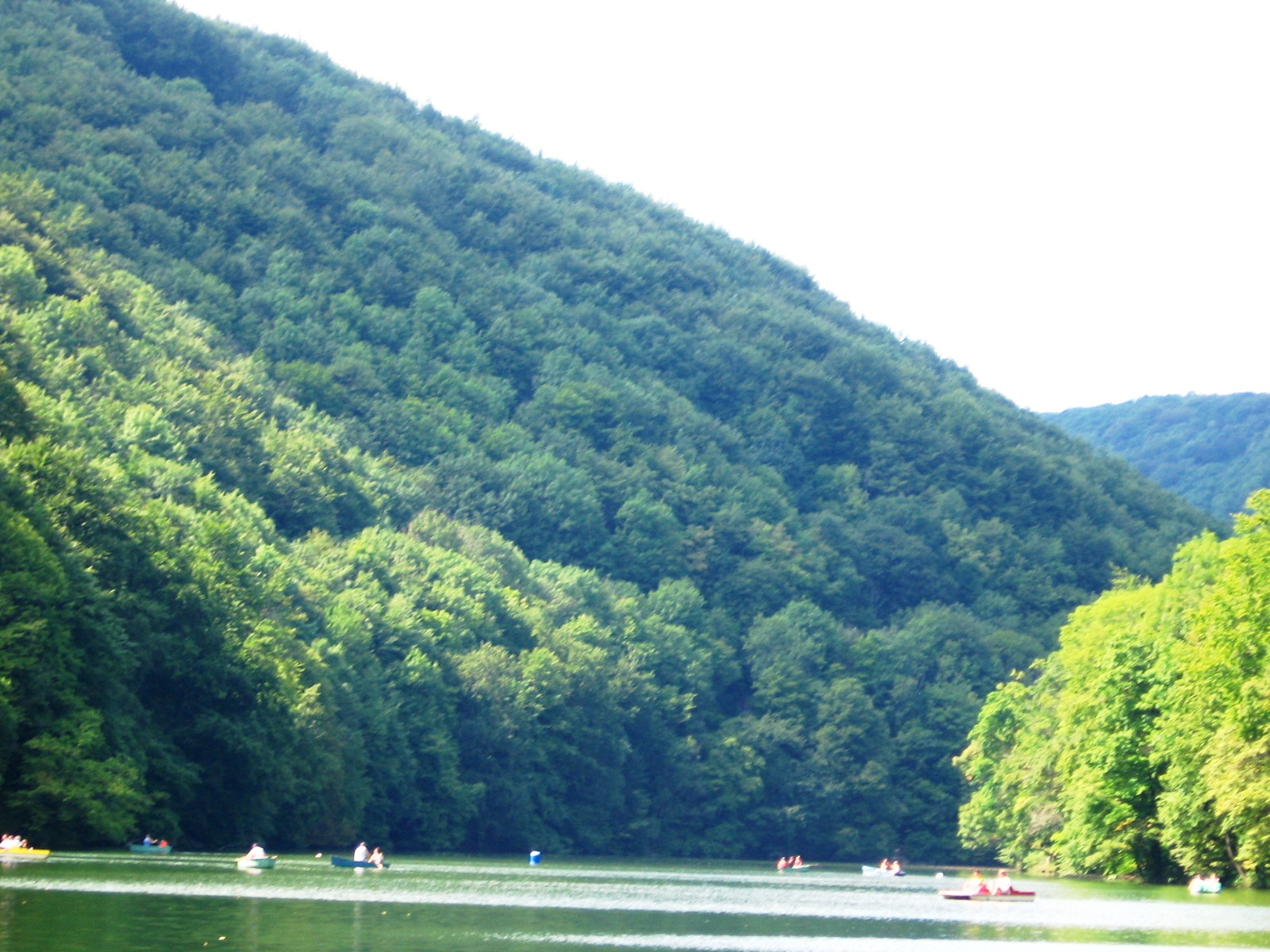
A tó a csónakkölcsönző felől
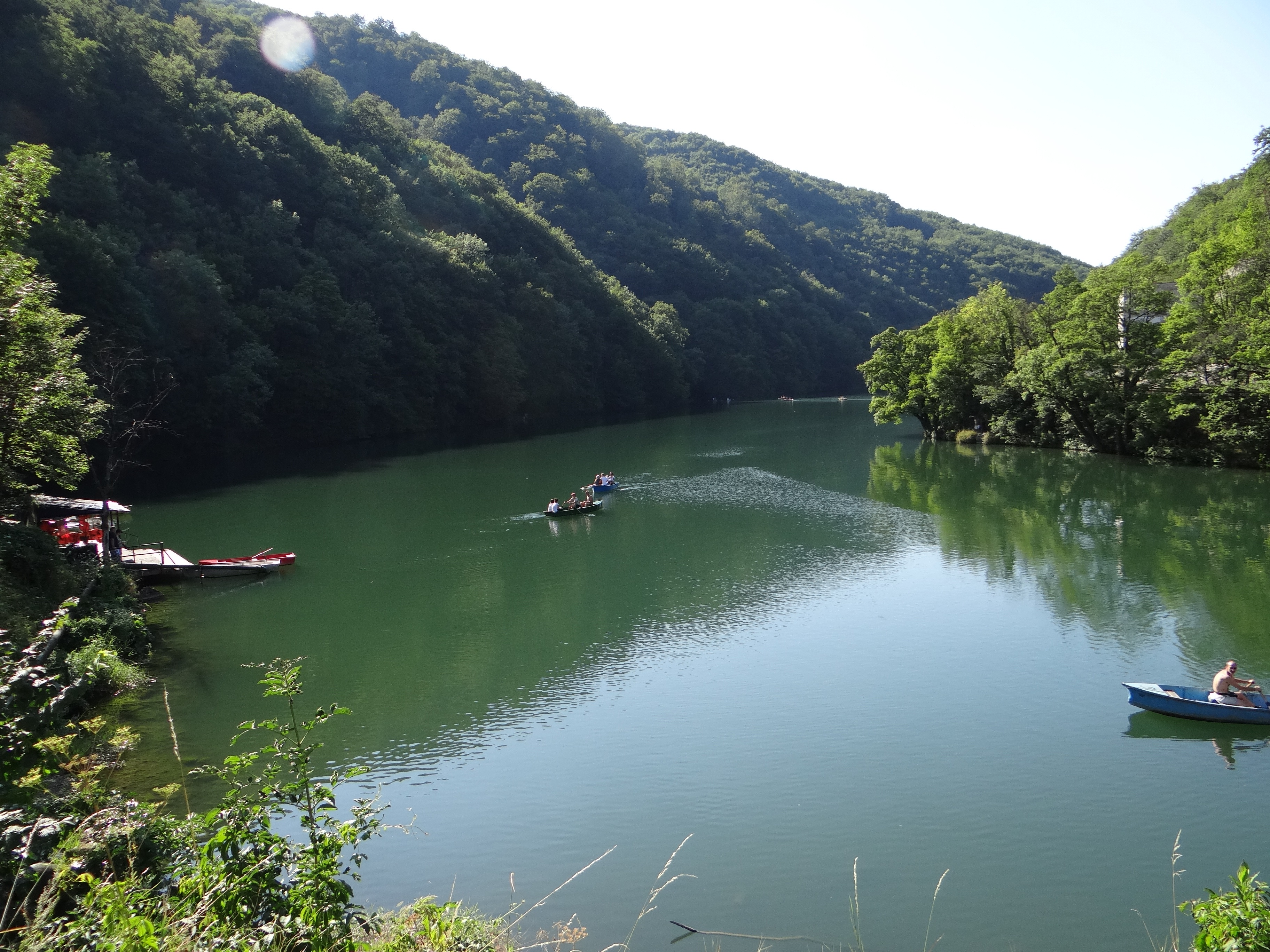
A tó napjainkban
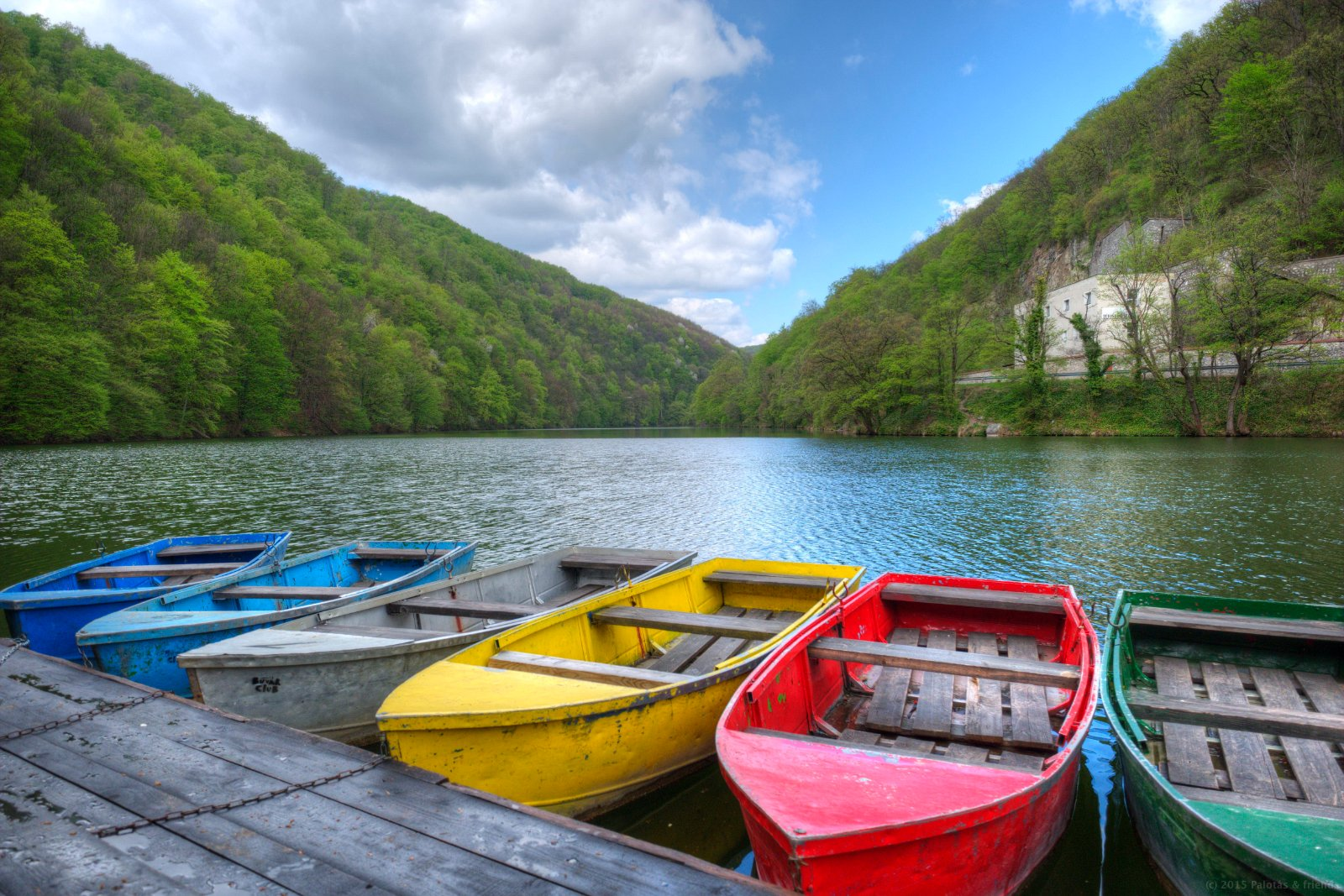
Csónakkikötő

## Hasznosítása
Az 1900-as évektől  a második világháborúig a csónakázás nagyon népszerű volt, jó bevétellel járt. 1956-tól a Miskolci Fürdővállalat a tó egy részén a csónakázási lehetőséget újraindította. A palotaszálló építése előtt a bőséges pisztrángállományt a helyi lakosok fogyasztották, ezután a Palotaszálló engedélyéhez kötötték. 
Mivel a tó vize két méteres mélységig 20-22 fokos, 1932-ben épült egy vízen úszó strandfürdő, amit később cölöpökre rögzítettek.
1945 után évtizedekig évente csónak- és kajakversenyt is rendeztek a tavon.

## Balesetek
Az 1800-as években Miskolcra a Szinva felől 5 árvíz is érkezett, ami ekkor még a Hámori tavon keresztül folyt. A hámori védőgát szerepéről nincs adat. 1913. december 13-án a gát átszakadt. Ekkor a helyszínen talált tufatömbökkel burkolták. A későbbi években a gátba költöző vándorpatkány populáció ezt annyira aláásta, hogy 1931-ben a gát országút melletti része megcsúszott, és újabb szakadástól tartottak. A fenékzsilip kinyitásával gyorsan leapasztották a vizet, majd a helyszínre érkező utászok fenyőgerendákkal újra burkolták.
A gát átszakadásának esélye a 2010-es árvíznél is fennállt. Ha tényleg átszakadt volna, akkor a 0,4 millió m³ víz az akkor amúgy is áradásoktól szenvedő Miskolcon haladt volna át. Ezt megelőzendő le kellett engedni a tóból.
A tó közelében történt Miskolc autóbusz-közlekedésének legnagyobb balesete. 1972. október 5-én  egy autóbusz átfordulva belezuhant a Garadna-patakba, a balesetben 20-an sérültek meg.

## Jelenlegi célok
A tó még mindig betölti elsődleges célját, a víztárolást és a vízingadozás mérséklését, bár már nem üzemel a kohászat. A tározó nélkül a tavaszi hóolvadáskor nagyobb áradás vonulhatna le, ezt is mérsékli a Hámori-tó. A turizmusban fontos szerepe van, hiszen a természetes szépsége miatt hozzáad Lillafüred vonzerejéhez. A déli parton turistaösvény vezet, melyen kis pihenők is vannak. A tónak nagyjából a felén lehet csónakázni, a vízibicikli-kölcsönző eleinte a kisvasút Görbe híd nevű ívhídjánál volt, ám ezt feljebb helyezték a Palotaszállóhoz.

## Megközelítés közösségi közlekedéssel
- A tó a Lillafüredi Állami Erdei Vasúttal is elérhető, mely a Bükk legszebb tájain visz keresztül. A tóhoz legközelebb Lillafüred állomás esik, onnan északi irányba kell haladni.
- Az 5-ös és 15-ös buszokról a Palotaszálló megállónál kell leszállni, az 5-ös a kisvasútállomásnál, a 15-ös közvetlenül a tónál áll meg.